# Palarus
Palarus Latreille, 1802 — род песочных ос из подсемейства Crabroninae (триба Palarini Schrottky, 1909). Более 30 видов.

## Распространение
В Европе около 4 видов. Для СССР указывалось около 7 видов.

## Описание
Средние и мелкие коренастые осы (9-14 мм). Гнездятся в земле. Ловят перепончатокрылых.

## Систематика
Более 30 видов (триба Palarini Schrottky, 1909).
- Palarus almeriensis Gayubo, Asís & Tormos, 1992
- Palarus beaumonti Bytinski-Salz, 1957
- Palarus variegatus (Fabricius, 1781)
- Другие виды